# Jacobsenia hallii
Jacobsenia hallii es una especie de planta suculenta perteneciente a la familia Aizoaceae.  Es originaria de Sudáfrica.

## Descripción
Es una pequeña planta suculenta perennifolia que alcanza un tamaño de 15 cm de altura a una altitud de 170 - 230  metros en Sudáfrica.

## Taxonomía
Jacobsenia hallii fue descrito por Harriet Margaret Louisa Bolus y publicado en Notes Mesembryanthemum 3: 329. 1958
Etimología
Jacobsenia: nombre genérico que fue nombrado en honor del botánico alemán Hermann Jacobsen que fue director técnico del Antiguo Jardín Botánico de Kiel.
hallii: epíteto otorgado en honor del botánico William Hall.
sinonimia
- Drosanthemum jacobsenii G.D.Rowley[3]